# Henry Vane den yngre

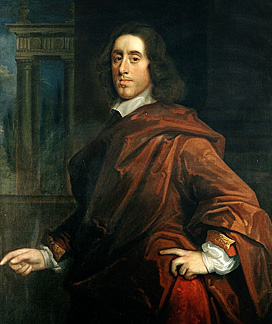
Sir Henry Vane den yngre, porträtterad av sir Peter Lely.

Henry Vane, född 1613, död (avrättad) den 14 juni 1662 i London, var en engelsk statsman. Han var son till Henry Vane den äldre.
Vane användes som ung man i diplomatiska uppdrag i Wien och Genève, gjorde sig tidigt känd som ivrig puritan och emigrerade 1635 till Massachusetts för att där vinna fri religionsutövning. Vane utsågs i mars 1636 till denna kolonis guvernör, men invecklades i kyrkliga strider, besegrades vid guvernörsvalet 1637 av John Winthrop och återvände i augusti 1637 till hemlandet, där han 1639 fick ett inbringande ämbete (som joint treasurer of the navy), 1640 valdes till parlamentsledamot och samma år erhöll knightvärdighet.
I politikens förgrund framträdde han, då han delgav oppositionsledaren Pym faderns anteckningar från ett rådsmöte i maj 1640 om Straffords uttalanden där. De ansågs bevisa, att Strafford tillrått irländska truppers användning mot England, och blev avgörande för dennes öde. Vane var även ivrigt verksam i rättegången mot ärkebiskop Laud, framträdde i parlamentet som ledare för independenterna, avskedades i december 1641 från sitt skattmästarämbete vid flottan, men återfick det av parlamentet i augusti 1642.
Han tog 1643 ledande andel i förhandlingarna med skottarna och lyckades i förbundet (Solemn League and Covenant) få in en formulering, som motverkade det skotska strävandet att i England göra den presbyterianska kyrkoformen allenarådande. Efter Pyms död (december 1643) var Vane några år framåt underhusets ledande man och samverkade som sådan förtroligt med Cromwell, exempelvis vid den stora arméomorganisationen (New Model Army). Från 1646 avtog Vanes inflytande i parlamentet, där han misstroddes inte endast av presbyterianerna, utan även av de religiösa ytterlighetsmännen (Lilburne och hans levellers).
Vane önskade monarkins bibehållande. Han strävade vid förhandlingarna med kungen i Newport 1648 efter en uppgörelse som å ena sidan innehöll biskopsämbetets bibehållande, å den andra en vittgående kyrklig tolerans. Därigenom bröt han med Cromwell; han höll sig efter underhusets "rensning" (Pride's Purge) i december 1648 ett par månader borta från dess sammanträden, deltog inte i rättegången mot Karl I och gillade inte kungens avrättning. Dock insattes han 14 februari 1649 i det nya statsrådet och var där synnerligen verksam, särskilt i koloniala och utrikesärenden, samt för flottans utrustning mot holländarna.
Med Cromwell kom det 1653 till en ny brytning, då denne ogillade Vanes bill om en moderat parlamentsreform och under dennas behandling upplöste "långa parlamentet" med våld (20 april 1653). Vane, som alltid hållit på nationens suveränitet och parlamentets makt över armén, drog sig nu tillbaka till privatlivet på sitt gods Raby och sysslade där med politiskt författarskap. Han utgav 1655 A retired man's meditations och 1656 en mot arméväldet riktad skrift, A healing question, vari han föreslog en ny regeringsform med ett armén överordnat puritanskt parlament. Cromwell höll honom därpå september–december samma år fängslad på ön Wight.
I Richard Cromwells parlament invaldes Vane (februari 1659) och arbetade där för inskränkning av protektorns maktbefogenhet, men underskattade faran för en rojalistisk restauration. Efter Richard Cromwells abdikation blev Vane den republikanska regeringens ledande man och (september) även formellt statsrådets ordförande. Förgäves sökte han medla mellan parlamentet och armén; efter "långa parlamentets" återinsättande uteslöts han från detta (januari 1660) och nödgades av general Monck lämna London. Efter restaurationen (februari) undantogs Vane från amnestin (juni) och insattes i Towern.
Han satt oktober 1661–april 1662 fången på Scillyöarna och författade där sin försvarsskrift för den puritanska politiken: The people's case stated. Återförd till London, ställdes Vane 2 juni för rätta som högförrädare och dömdes till döden efter ett skickligt försvarstal, i vilket han åberopade parlamentets suveräna makt. Karl II ansåg honom, enligt ett yttrande till Clarendon, "för farlig att få leva" och lät avrättningen gå i fullbordan. Verner Söderberg skriver i Nordisk familjebok: "V. var en plikttroget flitig och skarpsynt statsman, förenande nästan mystisk entusiasm med praktisk klokhet. Religiös tolerans och parlamentets suveränitet voro hans ledande ideal."